# Археометрія
Археометрія (дав.-гр. ἀρχαῖος — «стародавній» + дав.-гр. μέτρον — «довжина, протяжність») — наукова дисципліна, розділ археології, яка визначає вік і походження археологічних об'єктів фізико-хімічними методами.

## Досліджувані області
- Датування фізичними або хімічними методами за абсолютною або відносною хронологією
- Вивчення оточення об'єкта (ландшафт, клімат, флора та фауна)
- Умови і процес поховання (консервації) об'єкта

## Використовувані технології
- Радіоізотопне датування — для останків людей, тварин та рослин, виробів з органічних матеріалів
- Дендрохронологія — для деревини та виробів з неї, визначення віку лісів, які виросли на руїнах
- Термолюмінесцентний метод — для виробів з неорганічних матеріалів (в тому числі кераміки)
- Електронний парамагнітний резонанс — для зубів
- Гідратація скла — для виробів з штучного скла і датування вулканічних вивержень (наприклад, гідратація обсидіану вивчалася для уточнення дати руйнування Помпеїв)